# Clara Roquet
Clara Roquet (Malla, Barcelona, 30 de diciembre de 1988) es una guionista y directora de cine española.

## Filmografía

### Como directora
- Libertad[2] (2021)

### Como guionista
- Creatura (2023) coescrita junto a Elena Martín Gimeno
- Libertad (2021)
- Costa Brava, Líbano dirigida y coescrita por Mounia Aki (2021)[3]
- Los días que vendrán dirigida y coescrita por Carlos Marqués-Marcet
- Petra dirigida y coescrita por Jaime Rosales.
- 10.000 km dirigida y coescrita por Carlos Marqués-Marcet

## Premios y nominaciones
Premios Goya
| Año  | Categoría             | Película | Resultado |
| ---- | --------------------- | -------- | --------- |
| 2021 | Mejor dirección novel | Libertad | Ganadora  |
| 2021 | Mejor guion original  | Libertad | Nominada  |

Medallas del Círculo de Escritores Cinematográficos
| Año  | Categoría            | Película       | Resultado |
| ---- | -------------------- | -------------- | --------- |
| 2024 | Mejor guion original | La virgen roja | Nominada  |

Premios Gaudí
| Año  | Categoría                            | Película | Resultado |
| ---- | ------------------------------------ | -------- | --------- |
| 2022 | Mejor película en lengua no catalana | Libertad | Ganadora  |
| 2022 | Mejor guion                          | Libertad | Ganadora  |
| 2022 | Mejor dirección                      | Libertad | Nominada  |